# Queyssac
Queyssac – miejscowość i gmina we Francji, w regionie Nowa Akwitania, w departamencie Dordogne.
Według danych na rok 1990 gminę zamieszkiwało 439 osób, a gęstość zaludnienia wynosiła 36 osób/km² (wśród 2290 gmin Akwitanii Queyssac plasuje się na 758. miejscu pod względem liczby ludności, natomiast pod względem powierzchni na miejscu 921.).